# Meandros del Ebro

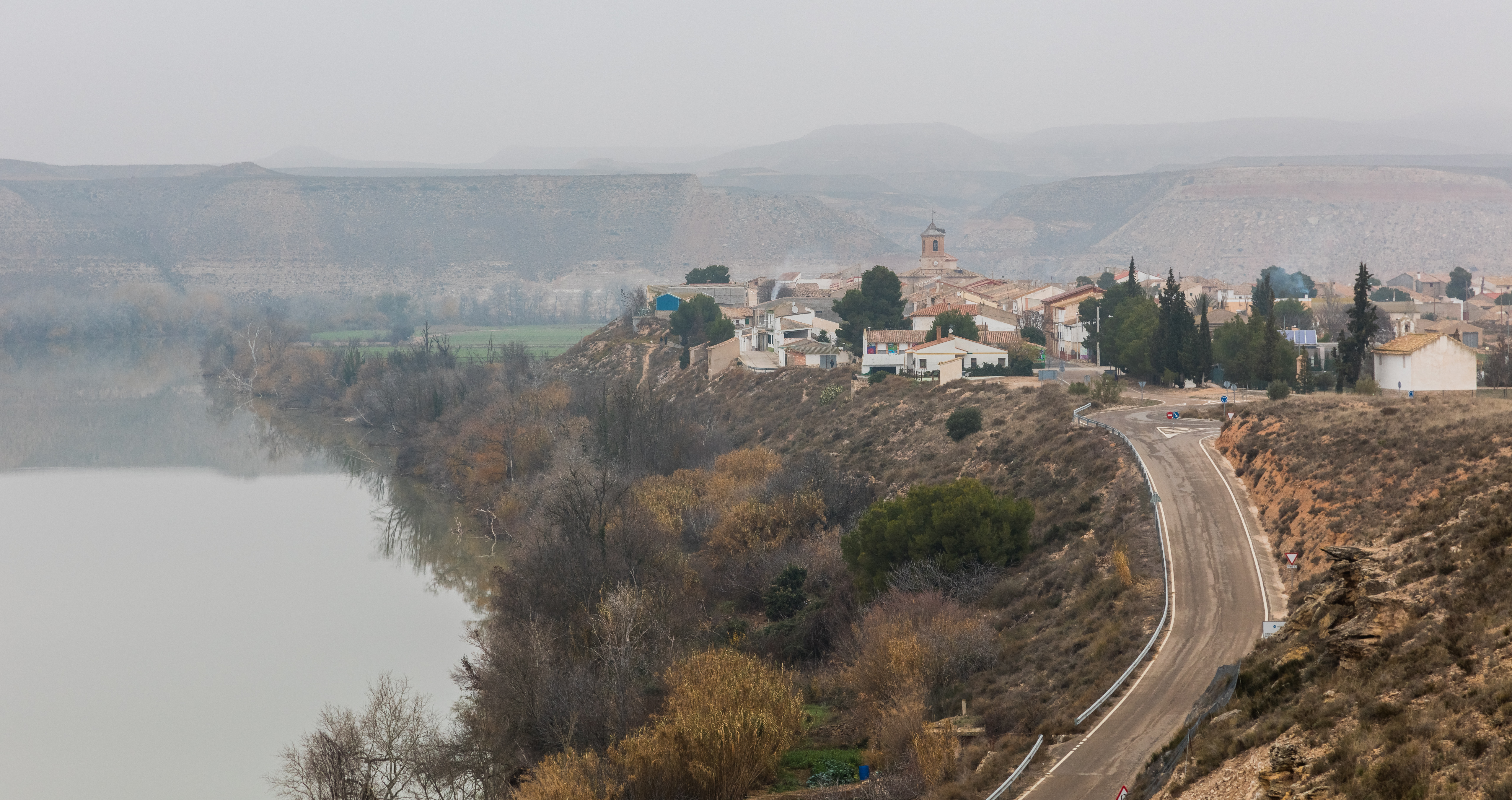
Cinco Olivas, municipio español en la Ribera Baja del Ebro, provincia de Zaragoza, Aragón.

Los Meandros del Ebro son un espacio protegido (Zona Especial de Conservación — ZEC , Lugar de Importancia Comunitaria — LIC) en España con una superficie de 1.106,49 hectáreas.

## Ubicación
El centro de los Meandros del Ebro se encuentra en las coordenadas 41°18′41″N 0°21′30″O / 41.3115, -0.358449. Sástago.

## Conservación
El paraje de Meandros del Ebro fue declarado lugar de importancia comunitaria en 2000 de julio para proteger 2 especies animales. El sitio también fue designado como Zona Especial de Conservación en febrero de 2021 .

## Biodiversidad
Situado en la ecorregión mediterránea, contiene 6 hábitats naturales:
- ríos mediterráneos de caudal permanente con Glacium flavum
- ríos mediterráneos de caudal permanente del Paspalo-Agrostidion y especies riparias de Salix y Populus alba
- ríos mediterráneos de caudal intermitente del Paspalo-Agrostidion
- Prados húmedos mediterráneos con hierbas altas (Molinio-Holoschoenion)
- Bosques de ribera meridionales y matorrales (Nerio-Tamaricetea y Securinegion tinctoriae)
- Galerías de Salix alba y Populus alba .

La designación del sitio se basa principalmente en 2 especie de peces protegidas: Cobitis paludica, Parachondrostoma miegii
Además de las especies protegidas, en el sitio también se han identificado 2 especies de plantas, 23 especies de aves, 3 especies de anfibios, 2 especies de mamíferos y 1 especie de pez. 